# Thumsee
Thumsee (từ tiếng Latein "dumosus") là một hồ tư nhân nằm ở phía Tây thành phố nghỉ mát Bad Reichenhall thuộc huyện Berchtesgadener Land ở phía Nam của Bayern (Đức). Thumsee cũng là tên của khu vực bao quanh hồ này thuộc Bad Reichenhall.

## Mô tả
Hồ này nằm trong một khu bảo tồn thiên nhiên cùng tên. Nó dài khoảng 1 km và chỗ rộng nhất khoảng 140 m. Chỗ sâu nhất khoảng 21 m. Thumsee vào mùa hè là một nơi tắm công cộng được ưa thích ở Bad Reichenhall, có một bãi phơi nắng công cộng cũng như hồ bơi Thumseebad, với một quán cà phê. Một lối đi quanh hồ cũng như 2 quán ăn lôi cuốn khách đi bộ quanh năm.
Bên cạnh Thumsee có một hồ nhỏ, tên là Seemösl, từ năm 1936 ở đây đã được trồng chín loại hoa sen khác nhau.